# Mesosemia pacifica
Mesosemia pacifica is een vlindersoort uit de familie van de prachtvlinders (Riodinidae), onderfamilie Riodininae.
Mesosemia pacifica werd in 1926 beschreven door Stichel.